# Zespół Babińskiego-Nageotte’a
Zespół Babińskiego-Nageotte’a (łac. hemiataxia cerebellaris) – zespół chorobowy, na który składają się porażenie połowicze po przeciwległej stronie, utrata czucia, w zakresie tułowia i kończyn, zespół Hornera, a niekiedy inne zaburzenia neurologiczne powstałe wskutek uszkodzenia rdzenia obejmującego ciało powrózkowate, jądro Deitersa i włókna współczulne.